# Сонячне приглушення сигналу
Сонячне приглушення або сонячне засвітлення супутникового сигналу це перешкоджання або спотворення сигналу геостаціонарного супутника спричинене інтерференцією із сонячним випроміненням. Ефект відбувається через сонячне випромінення, яке приглушує сигнал супутника.
В північній напівсфері, сонячне приглушення відбувається в періоди перед весняним рівноденням (лютий, березень) і після осіннього рівнодення (вересень та жовтень), а в південній півкулі після весняного рівнодення і перед осіннім рівноденням. В цей час, видима траєкторія Сонця проходить по небу прямо по лінії зору, що проходить через наземну станцію і супутник. Сонце випромінює хвилі в усьому спектрі, в тому числі і в спектрі мікрохвильових частот, які використовуються для комунікації з супутниками в (C-діапазоні, Ku-діапазоні, і Ka-діапазоні), таким чином Сонце забиває сигнал що надходить до супутника.

## Вплив на роботу бірж в Індії
В Індії, Бомбейська фондова біржа (BSE) і Національна фондова біржа Індії (NSE) використовують VSAT (мала супутникова наземна станція) для підключення учасників до торгових систем. VSAT залежить від супутникового зв'язку між терміналами/системами. Тому ці біржі потерпають від сонячного приглушення, і як правило закриваються з 11:45 до 12:30 під час "сонячного засвітлення", але цей час дуже залежить від наукових факторів.

## Інші локації
На острові Святої Єлени через сонячне приглушення пропадає інтернет і телекомунікаційний зв'язок оскільки всі телекомунікації на острів і від нього здійснюється за допомогою єдиного супутникового каналу зв'язку. Час, коли відбуваються сонячні приглушення публікують в місцевих газетах.